# John Shasky
John Paul Shasky, (nacido el 31 de julio de 1964 en Birmingham, Míchigan) es un exjugador de baloncesto estadounidense. Con 2.11 de estatura, su puesto natural en la cancha era el de pívot. 

## Trayectoria
- Universidad de Minnesota (1982-1986)
- Cholet Basket (1986-1987)
- Basket Brescia (1987)
- Rapid City Thrillers (1987-1988)
- Miami Heat (1988-1989)
- Golden State Warriors (1989-1990)
- Dallas Mavericks (1990-1991)
- Pallacanestro Trapani (1991-1992)
- Iraklis BC (1992-1993)
- Papagou BC (1993)
- CB Valladolid (1994)
- AE Apollon Patras (1994-1995)
- Club Joventut de Badalona (1995-1996)